# پایان ابدیت
پایان ابدیت، داستان بلند علمی-تخیلی نوشته آیزاک آسیموف به سال ۱۹۵۵ میلادی است. این داستان گرچه داستانی مستقل دارد، اما می‌توان آن را به نحوی به مجموعهٔ بنیاد کهکشانی آسیموف نسبت داد. این کتاب توسط پیمان اسماعیلیان به فارسی ترجمه شده‌است.

## پس‌زمینه
ابدیت در این داستان نام بنیادی است که مأمورین آن فارغ از قید زمان، به تغییر در اتفاقات پیش آمده برای انسان‌ها می‌پردازند.
به گفتهٔ خود این افراد، با این کار جلوی اتفاقات بد و محنت بار برای بشر گرفته می‌شود. اما در حقیقت، هربار که واقعیت متحول می‌شود، یک سری از افرادی که خارج از بنیان زندگی می‌کنند محو شده، تعدادی به وجود آمده و برخی هم صاحب همزاد می‌شوند.

## داستان
داستان به ماجرای کشمکش تکنیسینی به نام اندرو هارلن با خودش و با قوانین ابدیت می‌پردازد.